# Nordingermanland

Flagge von Nordingermanland

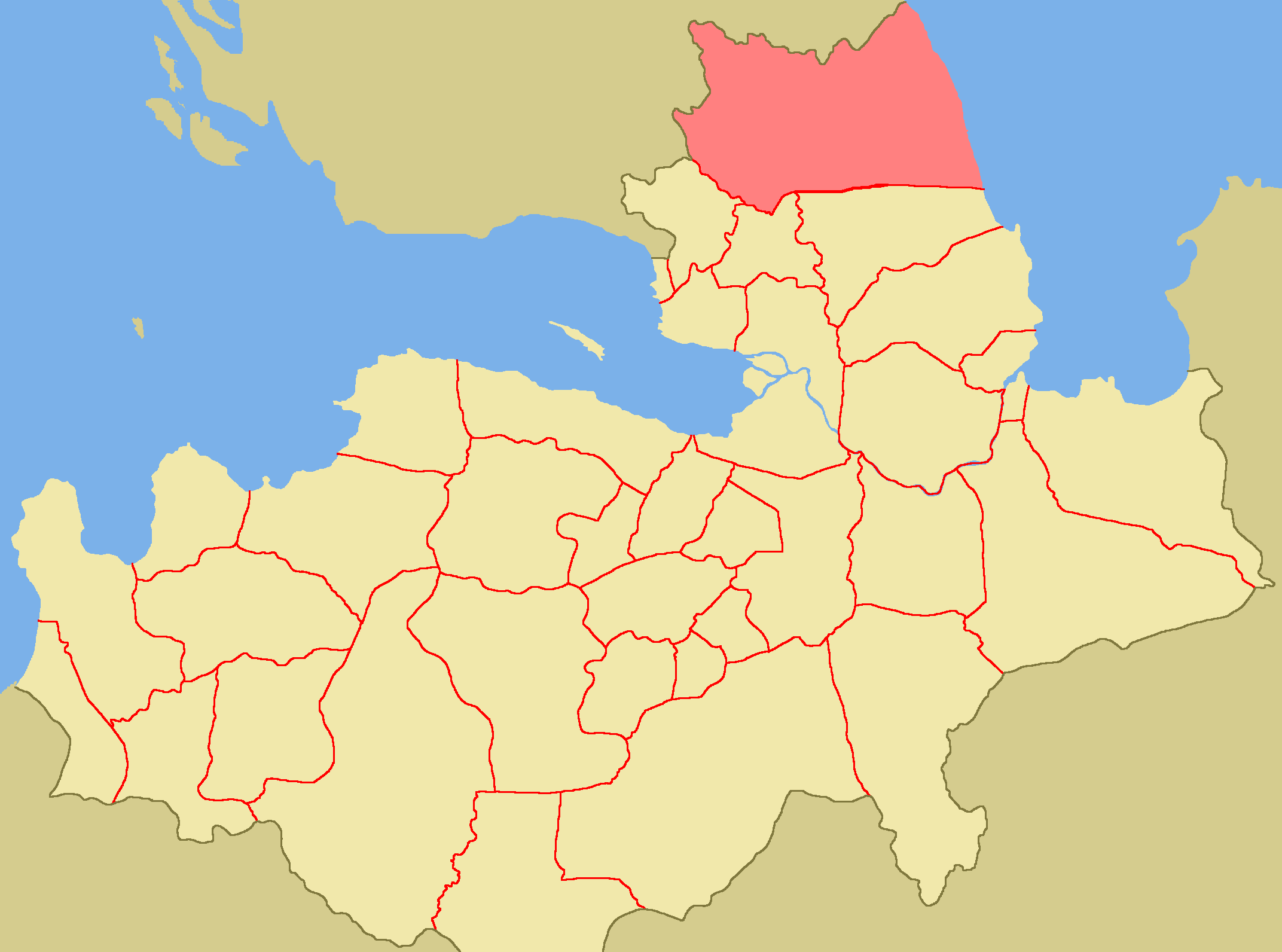
Lage von Nordingermanland in Ingermanland

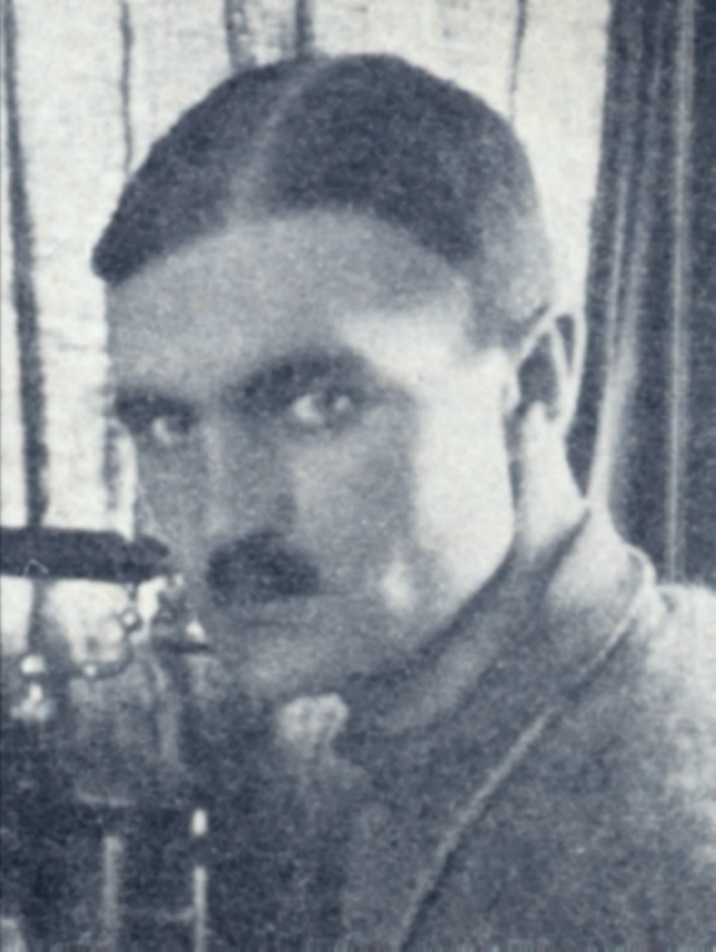
„Regierungschef“ Georg Elfvengren

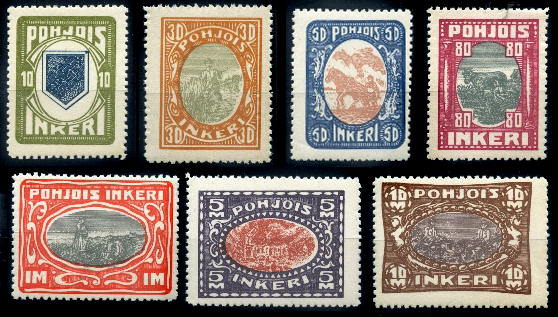
Briefmarken aus Nordingermanland

Nordingermanland war der nördliche Teil der historischen Provinz Ingermanland im Hinterland von Sankt Petersburg. Ganz Ingermanland wiederum gehörte zum russischen Gouvernement Sankt Petersburg. Nordingermanland erstreckte sich zwischen dem Ladogasee und der Newa, die Nord- bzw. Westgrenze waren die Flüsse Tungelmajoki und Saijanjoki. Unter dem Namen Pohjois-Inkeri erreichte ein Teil dieses Gebietes 1919 kurzfristig De-facto-Unabhängigkeit, als es sich von Sowjetrussland lossagte. Die Unabhängigkeit aber wurde selbst von Finnland nicht formal anerkannt.
Am 21. März sowie am 2. August 1920 wurden insgesamt 14 Briefmarken ausgegeben, die eine Wertangabe in Finnischer Mark trugen; das einzige Postamt befand sich in Kirjasalo.
Ortslagen des Nordingermanlandes waren:
- Vanhakylä (Altdorf > Alt Kirjasalo)
- Uusikylä (Neudorf > Neu Kirjasalo)
- Autio
- Pusanmäki (Puzomäki)
- Tikanmäki (Tigomäki)
- Zollstation

Mit dem Frieden von Dorpat (Tartu) wurde es Ende 1920 wieder nach Russland eingegliedert. Trotzdem behielten die Finnen ingrischer Abstammung, die auf diesem Gebiet siedelten, bis 1930 ein gewisses Maß an Autonomie. Im Jahre 1928 wurde der Nationalbezirk Kuiwosi eingerichtet, dessen Verwaltungssitz Toksowo war. 1939 wurde das Gebiet in den Bezirk Pargolowo eingegliedert.
Der Großteil des dünn besiedelten Ingermanland wurde von finnischstämmigen Ingriern, Woten und Wepsen bewohnt; in der Millionenmetropole St. Petersburg lebten jedoch vor allem Russen, die somit schon vor der Unabhängigkeitserklärung die Mehrheit der Bevölkerung in der Region stellten.
Regierungschefs
- Santeri Termonen, 9. Juli 1919 – September 1919
- Juho Pekka Kokko (* 1865, † 1939), 14. September 1919 – November 1919
- Georg Elfvengren (* 1889, † 1927), 16. November 1919 – Mai 1920
- Jukka Tirranen, Juni 1920 – 5. Dezember 1920